# Betting on Zero
Betting on Zero (2016) es un documental estadounidense dirigido por Ted Braun. Investiga la alegación de que Herbalife es una estafa piramidal y sigue la venta corta de Bill Ackman que es ostensiblemente una apuesta de mil millones de dólares que la compañía pronto colapsará.

## Sinopsis
El documental sigue al milmillonario y titán de fondos de inversiones Bill Ackman y varios exdistribuidores de Herbalife distribuidores después de que Ackman realiza una venta corta en Herbalife, acusando que es un esquema piramidal destinado al colapso.  La película también documenta la enemistad de Ackman con el director ejecutivo de Herbalife Michael Johnson y el inversor Carl Icahn, y la controversia resultante sobre la venta corta y la prácticas empresariales de la compañía.

## Producción
Además de filmar horas incontables de cine de realidad sobre Bill Ackman, la activista anti-Herbalife Julie Contreras y otros, el director Ted Braun se acercó al director ejecutivo de Herbalife Michael Johnson, al inversor de mayoría Carl Icahn y los actuales distribuidores de Herbalife, pero todos declinaron aparecer en la película o ser grabados.  En su lugar, Braun utilizó imágenes de archivo de estos personajes.
La película estuvo producida por Zipper Bros Films, la compañía que produjo Undefeated, ganadora del premio Óscar 2012 para mejor película documental.

## Financiación
Para su estreno en el Festival de cine de Tribeca en abril de 2016, la financiación de  Betting on Zero no se había revelada públicamente. Tras la formalización del FTC contra Herbalife en julio de 2016, John Fichthorn, cofundador de Dialectic Capital Management, reveló que él la había financiado. Fichthorn anteriormente había mantenido una posición corta en Herbalife y cuando Fast Money Halftime Report de la CNBC le preguntó si consideraría una venta corta de nuevo, respondió "absolutamente". No obstante, desde inicios de 2014, cuando Pero desde temprano 2014, cuando se inició la producción de Betting On Zero, el no tenía ninguna posición en Herbalife.    Un crítico abierto de compañías de "marketing de multinivel", la empresa de Fichthorn, Dialectic Capital, mantenía posiciones cortas aguantadas en Nu Skin y Primerica para agosto de 2016.  Bill Ackman, sin embargo, no tuvo ningún papel en el financiamiento de la película.  Fichthorn financió Betting On Zero a través de Biltmore Películas, una compañía que cofundó junto con Burke Koonce para financiar y producir películas de negocios y finanzas.

## Controversia
Se reportó que Podesta and Partners, una empresa de cabildeo operada por Heather Podesta y contratada por Herbalife, compró 173 entradas a la proyección de Betting On Zero en octubre de 2016 en el Double Exposure Investigative Film Festival en Washington D. C. en un intento de mantener el cine vacío. Este intento de Podesta de sabotear la exhibición fue satirizada por el comediante John Oliver en noviembre de 2016 en Last Week Tonight.
Herbalife y otros han criticado públicamente la película, argumentando que la película ignora las tácticas cuestionables de Ackman, incluidas sus peticiones de que los reguladores gubernamentales clausuren Herbalife.

## Estreno
Después de su estreno Festival de cine de Tribeca en abril de 2016, Gunpowder & Sky Distribution, anteriormente FilmBuff, adquirió los derechos de distribución y está planeando llevarla a cines a principios de 2017.

## Recepción
La película ha sido ampliamente aclamada y recibió un índice positivo del 100% en RottenTomatoes.  Fionnuala Halligan de Screen Daily escribió, "Incluso si cuenta la milenaria historia de los asquerosamente ricos haciéndose más ricos y los pobres yendo a ninguna parte, Betting on Zero aún es bastante impactante."  Kimber Myers de IndieWire la valoró con una "B" y escribió, "Betting on Zero toma un enfoque factual a este material, pero realiza una discusión convincente y a veces emocional contra Herbalife."  John Fink de The Film Stage  comentó, “La película evangeliza la postura de Ackman y, en cierto contexto, puede verse como otro diente en su ataque contra la firma de marketing multinivel de nutrición global Herbalife.  Esto, naturalmente, es solo un peligro si ignoras la evidencia presentada por la película y tu propio instinto visceral.”